# Psychomyia severini
Psychomyia severini är en nattsländeart. Psychomyia severini ingår i släktet Psychomyia och familjen tunnelnattsländor. Inga underarter finns listade i Catalogue of Life.